# Мімонь
Мімонь (нім. Niemes) — місто в окрузі Чеська Липа в Ліберцах Чехія. Станом на 31 грудня 2003 року, а населення — 6 692 осіб. Площа міста — 1 548 га.

## Демографія
| Рік       | 1970  | 1980  | 1991  | 2001  | 2003  |
| --------- | ----- | ----- | ----- | ----- | ----- |
| Населення | 6 294 | 7 048 | 6 487 | 6 737 | 6 692 |

## Історія
Перша згадка про Мімонь датується IV століттям н. е. Статус міста отримав у XIV столітті н. е. До 1945 року в місті переважало німецьке населення.

## Промисловість
Донедавна в місті діяло видобування та переробка уранових руд. Тепер домінують текстильна та деревообробна галузі. Серед пам'ятників — достовірна копія Гробу Господнього.

## Освіта
В місті освітня, культурна й спортивна діяльність проводиться в 3 початкових школах, 2 гімназіях, Будинку культури, музичних товариствах, спортивних клубах.